# 安德烈娅·梅萨
阿尔玛·安德烈娅·梅萨·卡莫纳（西班牙語：Alma Andrea Meza Carmona，1994年8月13日—），墨西哥模特儿，2020年环球小姐，曾获2020年环球小姐墨西哥区冠军、2017年墨西哥小姐冠军，2017年世界小姐亚军，是墨西哥第三位环球小姐。

## 早年
1994年8月13日，梅萨在墨西哥奇瓦瓦市出生，有华人血统。大学就读于奇瓦瓦自治大学，主修软件工程，2017年毕业后担任软件工程师，兼职模特儿。

## 选美活动

### 2017年墨西哥小姐
梅萨2016年开始参加选美比赛，代表奇瓦瓦州参加2016年世界小姐墨西哥区角逐，这是墨西哥环球小姐竞选失去世界小姐专利权后的第一届选美比赛。比赛中，梅萨从16强、10强晋级到5强，最终与另一位选手共同夺得2017年墨西哥小姐冠军，代表墨西哥州出战2017年世界小姐。另外，梅萨还赢得活动的体育比赛。

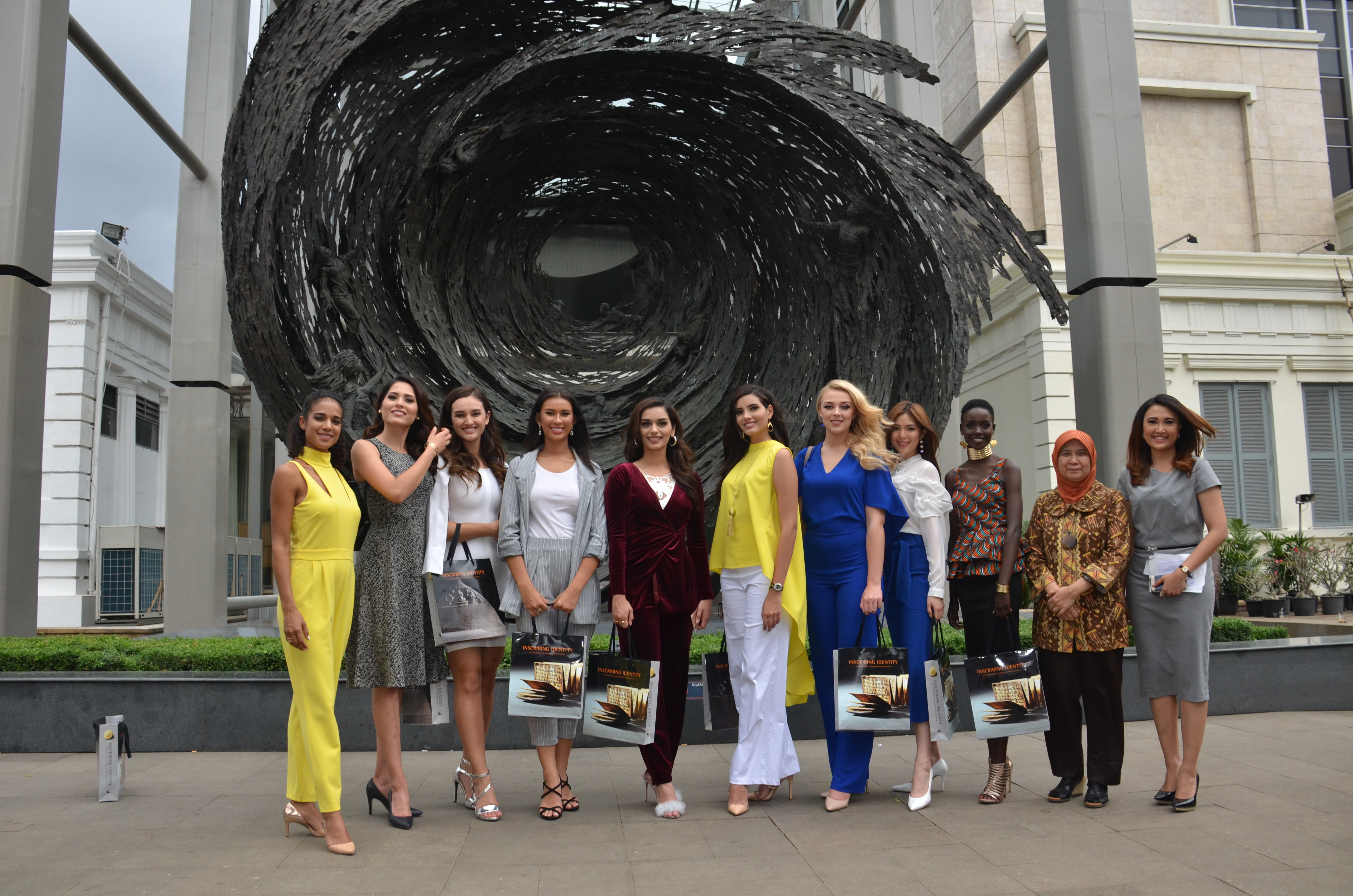
梅萨（左二）与2016年世界小姐和2017年世界小姐的大洲美后（Continental Queens）参观印度尼西亚国家博物馆

### 2017年世界小姐
2017年11月18日，梅萨代表墨西哥参加在中国三亚市三亚体育中心举行的2017年世界小姐竞选活动。在赛前活动中，梅萨从正面挑战赛（Head-to-Head Challenge）第16组中胜出，直接进军40强。另外，她在才艺比赛中排名第四。
决赛阶段，梅萨依次进军15强、10强和5强，但最终输给了印度的瑪努希·奇希拉，获得亚军，但她获得美洲世界小姐称号，跻身2017年世界小姐大洲美后之列。

### 2020年墨西哥环球小姐
2020年，梅萨获墨西哥环球小姐奇瓦瓦区冠军，代表奇瓦瓦征战2020年墨西哥环球小姐。梅萨获得六项赛前比赛的冠军，包括体育挑战赛。决赛于2020年11月29日在克雷塔罗举行。梅萨从15强晋级到10强，最终赢得墨西哥环球小姐称号。

### 2020年环球小姐
梅萨以墨西哥环球小姐的身份，代表国家出战2020年环球小姐比赛。受2019冠状病毒病疫情影响，原定于2020年底举行的决赛推迟至2021年5月16日，在美国佛罗里达州好莱坞的塞米诺尔硬石赌场酒店举行。梅萨从74名选手中晋级到21强，之后进军10强和5强，最终从上届冠军佐茲比妮·通齊的手中获得环球小姐桂冠，成为露皮塔·琼斯和希梅納·納瓦瑞提之后，墨西哥第三位环球小姐。